# Bolitoglossa obscura
Bolitoglossa obscura is een salamander uit de familie longloze salamanders (Plethodontidae). De soort werd voor het eerst wetenschappelijk beschreven door James Hanken, David Burton Wake en Jay Mathers Savage in 2005.

## Verspreiding en habitat
De salamander komt voor in delen van Midden-Amerika en leeft endemisch in Costa Rica.
Bolitoglossa obscura leeft in de nevelwouden van Nationaal park Tapantí.